# 충정왕
충정왕(忠定王, 1338년 9월 8일 출생~1352년 3월 31일 훙서)은 고려의 제30대 국왕 등을 지냈으며, 휘는 저(胝), 보위 등극 이전의 작호는 경창부원군(慶昌府院君)이었고, 원에서 내린 시호는 충정(忠定)이다.
몽골 이름은 초스건도르지(몽골어: Chosgen Dorji, 한자: 迷思監朶兒只 '미사감타아지')이고, 폐위되었으므로 고려 내에서 자체적으로 추숭한 존호나 시호는 없고 원나라에서 '충정(忠定)'의 시호를 내려 '충정왕(忠定王)'으로 일컬어진다.
충혜왕의 3남 1녀 가운데 둘째 아들(서차남)로, 어머니는 희비 윤씨이며, 이복형인 충목왕이 후사 없이 요절하자 즉위하였다. 재위 기간 중 외척인 윤시우와 배전 등의 발호로 인해 정사가 문란해졌고, 왜구의 빈번한 침입이 이어지는 등 내우외환을 겪다가 숙부 공민왕의 정변으로 폐위되었다. 이후 강화도로 유배되었으며 유배지에서 독살되었다.
1348년에서부터 1351년까지 재위하는 동안 1348년부터 1349년까지 적모 덕녕궁주가 섭정했고 1349년부터 1351년까지 친조모 공원태후가 섭정했다.

## 생애

### 탄생과 즉위
1337년(충숙왕 후6년) 12월 9일, 충혜왕(忠惠王)과 희비 윤씨(禧妃 尹氏)의 아들로 태어났다. 어머니 희비 윤씨는 파평 윤씨이며, 찬성(贊成) 윤계종의 딸로 고려 여인이었다.
1348년(충목왕 4년) 4월, 경창부원군(慶昌府院君)에 책봉되었으며 그해 12월 충목왕이 요절하자, 대신들이 원나라에 표문을 보내어 충혜왕의 서자인 경창부원군(충정왕)과, 동생인 강릉대군(江陵大君, 공민왕) 중 한명을 택하여 고려의 국왕으로 세워줄 것을 청하였다.
다음해인 1349년 2월, 원나라에서는 확답을 내려주지 않은 채 충정왕을 원에 입조하게 하였으며 3개월이 지난 5월에서야 충정왕을 새로운 고려 국왕으로 정하고 왕위를 계승할 것을 명하였다.

### 즉위와 폐위
충정왕이 어린 나이에 즉위하자, 충목왕의 어머니인 원나라 출신의 덕녕공주와 충정왕의 어머니인 희비 윤씨 및 윤계종 등 왕의 외척들이 정권을 두고 갈등하였는데, 얼마 후 덕녕공주가 원나라로 입국하면서 자연스럽게 희비와 그 일족, 기철을 비롯한 부원배와 권문세족들이 관직을 차지하였다.
1350년(충정왕 2년), 왜구가 경상도 해안가를 습격하였는데, 이때부터 왜구의 습격이 본격화되어 공민왕과 우왕때까지 이어졌다. 왜구는 장흥, 동래, 남해현을 침략하여 많은 피해를 끼쳤다.
이러한 혼란 속에 1351년(충정왕 3년), 윤택(尹澤)과 이승로(李承老) 등은 원나라에 투서를 보내 충정왕이 나이가 어려 국정을 감당할 수 없으니 폐위해줄 것을 요청하였다. 이에 따라 충정왕은 폐위되어 강화도로 옮겨졌으며, 숙부인 강릉대군(공민왕)이 왕위를 계승하였다.

### 최후
강화도로 쫓겨난 충정왕은 유배지에서 제대로 된 식사를 하지 못하고, 외부와의 연락이 차단되자 근심과 걱정으로 울며 지냈다. 어머니 희비 윤씨가 공민왕에게 간청하여 직접 강화도에 가서 충정왕을 만나보고 오기도 하였다.
1352년(공민왕 1년) 독살되었다. 폐위되어 고려 내에서 올린 시호는 없으며, 1367년(공민왕 16년) 원나라에서 충정(忠定)이라는 시호를 내렸다. 능은 개성에 있는 총릉(聰陵)이다.

## 평가
충정왕이 어린 나이에 즉위하여 어머니 희비와 외척들이 전횡을 일삼았고 왜구가 출몰하는 등 내우외환에 시달렸다. 《고려사》와 《동국통감》은 충정왕의 광패한 행동을 다음과 같이 기록하였다.
전왕(충정왕)이 일찍이 밤에 근시(近侍)들과 더불어
서로 희학(戲謔)하여 밤을 새우고
혹은 먹물을 시학관(侍學官)의 옷에 뿌리기도 하며,
혹은 여인을 가까이하고 다니는 자가 있으면 문득 질투하는 마음이 생겨서
비록 재상이라도 몽둥이로 치는 일을 당하기도 하였다.

이따금 철퇴로 사람을 쳐서 거의 죽게 하고,
혹은 겨울철에도 얼음이나 눈이 녹은 물을 가져다
얼은 밥을 말아서 먹기도 하였으니, 광패함이 이와 같았다.— 《동국통감》 권46, 고려기 공민왕1　

《동국통감》에서는 충목왕과 충정왕의 시대를 다음과 같이 평가하였다.
“충목왕(忠穆王) · 충정왕(忠定王)은 모두 어린 나이로 즉위하였는데,
덕녕공주(德寧公主)와 희비(禧妃)가 어머니라는 존귀한 위치로 안에서 권세를 부리고,
간신과 외척은 밖에서 권세를 부리니, 두 임금이 비록 영리한 자질이 있었다고 하더라도
어떻게 할 수 있었겠는가?

또 충정왕의 때를 당하여 강릉대군(江陵大君, 공민왕)은 직접 숙부가 되므로 국인(國人)들의 마음을 얻었으며,
또 원나라의 후원이 있었는데, 여러 윤씨(尹氏)들이 이런 사정을 돌아보지 않고 당파를 만들어 사욕을 부렸으므로,
화근을 빚어서 마침내 왕으로 하여금 불행히 짐독(鴆毒)의 살해를 당하게 하였으니, 슬프다.” 하였다.— 《동국통감》 권45 고려기　　　

## 가족 관계
| 고려 제30대 국왕 | 충정대왕 忠定大王 | 출생                                  | 사망                                               |
| 고려 제30대 국왕 | 충정대왕 忠定大王 | 1338년 1월 9일 (1337년 음력 12월 9일) | 1352년 3월 23일 (음력 3월 7일)) (14세) 고려 강화도 |

|    |                     | 생몰년          | 부모                                      | 비고        |
| -- | ------------------- | --------------- | ----------------------------------------- | ----------- |
| 부 | 충혜왕 忠惠王       | 1315년 - 1344년 | 충숙왕 忠肅王 공원왕후 홍씨 恭元王后 洪氏 | 제28대 국왕 |
| 모 | 희비 윤씨 禧妃 尹氏 | ? - 1380년      | 윤계종 尹繼宗 여흥 민씨 驪興 閔氏         |             |

### 왕자[주 1]
- 서자 : 왕제(王濟)[주 1]

## 충정왕이 등장하는 작품
- 《신돈》(MBC, 2005년~2006년, 배우:최영주)
- 《신의》(SBS, 2012년~2012년, 배우:최원홍)

## 같이 보기
| - 충혜왕 - 충목왕 - 공민왕 | - 희비 윤씨 - 윤계종 - 덕녕공주 |

### 주해
1. 1 2  고려사, 고려사절요에는 기록되어 있지 않고, 오직 개성 왕씨 족보에만 보인다.